# Ctimene arybasa
Ctimene arybasa là một loài bướm đêm trong họ Geometridae.